# Gare de Berre
Gare de Berre vasútállomás Franciaországban, Berre-l'Étang településen.

## Vasútvonalak
Az állomást az alábbi vasútvonalak érintik:
- Párizs–Marseille-vasútvonal

## Kapcsolódó állomások
A vasútállomáshoz az alábbi állomások vannak a legközelebb:
- Gare de Rognac
- Gare de Saint-Chamas